# 中国足球学校
中国足球学校，原名中国足球运动学校，简称中国足校，国家级中等专业学校，成立于1994年5月8日，1996年开始招生，2009年暂停招生，转型精英教育，位于河北省秦皇岛市海港区文体路5号，占地500亩。由李铁映题写校名，荣毅仁题写校训。拥有足球场13块（人工草坪场2块，天然草坪场4块、土质场7块）。

## 历史
1992年12月3日，为贯彻李铁映的指示精神，国家体委决定，建立中国足球运动学校。
1994年5月8日，挂牌成立。
1996年，招生开学，招生286人。
2004年6月17日，与北京体育大学联合组建北京体育大学足球学院在中国足校挂牌成立。
2008年，计划招生160人，报名50人，到考48人，其中女生报名5人。
2009年，停止招生。
2012年，全校仅有14个学员等待参加2013年高考，学校再招收18名女足队员，转型精英教育。

## 知名校友
- 男足：张稀哲[2]、郜林、黄博文[3]、吴昊、闫相闯、王珂、李大维、苏镜宇
- 女足：晋晓梅、高颖颖